# Olivia O'Lovely
Olivia O'Lovely (Santa Fe, 26 settembre 1976) è un'ex attrice pornografica statunitense, la cui carriera si è svolta tra il 2002 ed il 2013.

## Carriera
Di etnia latina, i suoi antenati sono di origine spagnola, italiana, cilena e francese.
Prima di apparire nei film, Olivia è stata una spogliarellista nell'Inland Empire per sette anni. Ha girato la California anche in spettacoli di wrestling nell'olio. Ha partecipato ad oltre 200 film per adulti ed ha collaborato con alcuni dei più famosi attori pornografici come Jules Jordan (Ass Worship 5), Erik Everhard (Nasty Nymphos 35), Lexington Steele, Mandingo, e Mr. Marcus. Appare anche nella prima edizione di "I Love Big Tits."
Nelle scene lesbo spesso fa coppia con la sua ex compagna Flower Tucci. Olivia O'Lovely fa la sua comparsa anche nel video della canzone Risky Business dell'artista hip hop MURS. Nel 2008 insieme a Sean Michaels ha condotto la prima edizione degli Urban X Awards, allora noti come Urban Spice Awards.

### Vita privata
Olivia O'Lovely è dichiaratamente bisessuale ed ha avuto una storia con l'attrice porno Flower Tucci.

## Filmografia
- Easy Cheeks (2002)
- Ghetto Booty 7 (2002)
- Initiations 12 (2002)
- Joey Silvera's New Girls 1 (2002)
- Little White Chicks... Big Black Monster Dicks 17 (2002)
- Mamacitas 1 (2002)
- Mandingo 1 (2002)
- More Than A Handful 11 (2002)
- Nasty Nymphos 35 (2002)
- Slayer's Sluts 2 (2002)
- There's Something About Jack 23 (2002)
- Voluptuous 3 (2002)
- Whack Attack 17 (2002)
- White Panty Chronicles 20 (2002)
- Women of Color 4 (2002)
- Airtight 9 (2003)
- All About the Sex (2003)
- American Gunk (2003)
- Anal Addicts 13 (2003)
- Anal Fever 5 (2003)
- Anal University 12 (2003)
- Ass Cream Pies 1 (2003)
- Ass Worship 4 (2003)
- Ass Worship 5 (2003)
- Azz Fest 1 (2003)
- Balls Deep 7 (2003)
- Big Butt Brotha Lovers 1 (2003)
- Black and Wild 9 (2003)
- Blow Me Sandwich 2 (2003)
- Buffy Malibu's Nasty Girls 29 (2003)
- Busty Beauties 7 (2003)
- Butt Quest 2 (2003)
- Buttfaced 7 (2003)
- Cumstains 1 (2003)
- Deep in Cream 3: Deposit Required (2003)
- Double Decker Sandwich 1 (2003)
- Double Parked 6: Moving Violations (2003)
- Face Down Ass Up (2003)
- Fast Times at Deep Crack High 11 (2003)
- Flesh Cravers (2003)
- Fresh Young Meat 7 (2003)
- Freshly Slayed 2 (2003)
- Goo Girls 13 (2003)
- I Like It Black and Deep in My Ass 3 (2003)
- Iron Maidens 2 (2003)
- I've Never Done That Before 14 (2003)
- Latin POV 2 (2003)
- Lesbian Big Boob Bangeroo 2 (2003)
- Low Lifes (2003)
- Make My Butt Cum 3 (2003)
- Match Play (2003)
- Meat Pushin In The Seat Cushion 1 (2003)
- No Man's Land Latin Edition 3 (2003)
- Nut Busters 2 (2003)
- Phat Azz White Girls 3 (2003)
- Pussyman's Face Sitting Fanatics 4 (2003)
- Put it in Your Mouth 1 (2003)
- Rub The Muff 8 (2003)
- She's A Team Player 1 (2003)
- Summer Mischief (2003)
- Taya: Extreme Close Up (2003)
- Teen Meat 2 (2003)
- Truckstop Trixie (2003)
- Truly Nice Ass 4: Deep Cheeks (2003)
- Voyeur 25 (2003)
- Wet and Messy Big Boobs (2003)
- Whores Inc. 1 (2003)
- Wicked Auditions 2 (2003)
- 3 Somes (2004)
- All Girl Pussy Party 3 (2004)
- All That Ass: The Orgy 2 (2004)
- American Ass 2 (2004)
- Apprentass 1 (2004)
- Ashton's Auditions 2 (2004)
- Assassin 2 (2004)
- Assfensive 1 (2004)
- Azz Fest 5 (2004)
- Big Ass Party 1 (2004)
- Big Butt Smashdown 2 (2004)
- Big Wet Asses 3 (2004)
- Blowjob Fantasies 20 (2004)
- Border Hoppers (2004)
- Butt Busters 1 (2004)
- Charity Event for Taylor Summers and Shannon Getsit (2004)
- Chix in the Mix 2 (2004)
- Cock Crazed Latinas 1 (2004)
- Coed Teasers 1 (2004)
- Collector (2004)
- Debbie Does Dallas: East Vs West (2004)
- Dirty Dykes 2 (2004)
- DP Sweethearts (2004)
- Drop Sex 2 (2004)
- Droppin' Loads 4 (2004)
- Extreme Behavior 3 (2004)
- Flirtin and Squirtin 1 (2004)
- Girls Interrupted 1 (2004)
- Girls Night Out In Tijuana (2004)
- Girls Only Club (2004)
- Gringo Dicks in Latin Chicks 1 (2004)
- Grudge Fuck 1 (2004)
- Hind Sight (2004)
- Home Schooled 1 (2004)
- Hot and Spicy Latinass 3 (2004)
- Hot Ass Latinas 2 (2004)
- Hunger Within (2004)
- Interracial Cum Junkies 2 (2004)
- Interracial Sex Shooter 5 (2004)
- KSEX Games 2004 (2004)
- Latin Booty Talk 2 (2004)
- Latin Car Show Queens (2004)
- Latin Hoochies 2 (2004)
- Latinas Sabrosas 1 (2004)
- Maneater (2004)
- Monica Mayhem's Dirty Fantasies (2004)
- Nasty Tales (2004)
- Nightmare 2 (2004)
- No Man's Land Latin Edition 4 (2004)
- Olivia O'Lovely's Foot Tease (2004)
- Oral Antics (2004)
- Pussy Whipped 3 (2004)
- Pussyman's Decadent Divas 24 (2004)
- School Of Hard Knockers 3 (2004)
- She Got Ass 1 (2004)
- Smokin' Blowjobs 1 (2004)
- Straight Up The Pipe (2004)
- Suckers 2 (2004)
- Take It Black 1 (2004)
- Taste Her Ass 1 (2004)
- Tell Me What You Want 3 (2004)
- Thick Latin Azz 3 (2004)
- Throat Yogurt 1 (2004)
- Ty Endicott's Smokin' POV 2 (2004)
- Ultimate Asses 3 (2004)
- Wife Swappers (2004)
- 100% Blowjobs 34 (2005)
- 100% Blowjobs 35 (2005)
- Addicted to Cock 2 (2005)
- Anal Beauties (2005)
- Anal Hazard 1 (2005)
- Anal Zone 2 (2005)
- Ass Appeal 2 (2005)
- Ass Stretchers 4 (2005)
- Assault That Ass 8 (2005)
- Assfensive 3 (2005)
- Big Booty Revenge 1 (2005)
- Big Phat Wet Ass Orgy 1 (2005)
- Black and White Done Right 1 (2005)
- Black Cravings 15 (2005)
- Black White Wet All Over 1 (2005)
- Bomb Ass White Booty 1 (2005)
- Bounce 1 (2005)
- Cocktail Swingers (2005)
- Deported Tres Equis XXX Spicy Latinas (2005)
- Desperate Mothers and Wives 2 (2005)
- DP The Hole DP And Nuttin' Butt DP 1 (2005)
- Fill Me In 1 (2005)
- Fresh Flesh (2005)
- Friday's Oral Junkies (2005)
- Hardcore Havasu (2005)
- If It Ain't Black Take It Back 3 (2005)
- Illegal Anal Aliens (2005)
- Jerkoffs (2005)
- Lascivious Latinas 1 (2005)
- Latin Adultery 1 (2005)
- Latin Holes 1 (2005)
- Latina Anal Assault 1 (2005)
- Mad @ Ya (2005)
- Mamacitas 6 (2005)
- Maxx Blacc 2: Disturbing The Spanish Pussy (2005)
- Mexxi-melts 1 (2005)
- My Latin Cream Pie 1 (2005)
- Phat Ass Tits 1 (2005)
- Porn Stars 1 (2005)
- Sick Girls Need Sick Boys 1 (2005)
- Sorority Girls (2005)
- Spanish Harlem 1 (2005)
- Squirting 101 9 (2005)
- Strap-On Toyz (2005)
- Surrender the Booty 2 (2005)
- Throat Sluts 1 (2005)
- X The Series 1: Anal (2005)
- Young Latin Ass 1 (2005)
- All About Alexis (2006)
- Anal and DP Extravaganza 1 (2006)
- Anal Bandits 2 (2006)
- Anal Brigade (2006)
- Analholics (2006)
- Ass Parade 5 (2006)
- Ass Republic 2 (2006)
- Ass Takers 2 (2006)
- Big Ass Fixation 1 (2006)
- Big Ass Party 2 (2006)
- Big Booty Revenge 2 (2006)
- Big Bubble Butt Anal Sluts 1 (2006)
- Big Bubble Butt Latin Sluts 2 (2006)
- Big Bubble Buttz 1 (2006)
- Big Latin Wet Butts 2 (2006)
- Big Round Latin Culos (2006)
- Big Titties 4 (2006)
- Bodacious Booty 1 (2006)
- Booty I Like 1 (2006)
- Bubble Butt Bonanza 4 (2006)
- Chocolate Melts in Your Mouth and in Your Hands 1 (2006)
- Culos Gigantes 1 (2006)
- Dirty 30's and Anal 3 (2006)
- Double D Babes 1 (2006)
- Double D Babes 2 (2006)
- Down With the Brown (2006)
- Fans Have Spoken 12 (2006)
- House of Ass 2 (2006)
- Latin Love Dollz (2006)
- Latina Cum Queens 2 (2006)
- Legal Latinas (2006)
- Mami Culo Grande 2 (2006)
- Meat My Ass 4 (2006)
- Miss Phat Booty 2 (2006)
- No Man's Land Latin Edition 8 (2006)
- Party at Butts Place (2006)
- Phat Ass Tits 3 (2006)
- POV Casting Couch 11 (2006)
- Pure Filth 3 (2006)
- Smother Sisters (2006)
- Viagra Falls 1 (2006)
- Young and Anal 3 (2006)
- Anal Bandits 4 (2007)
- Anytime Girls (2007)
- Baby Fat 3 (2007)
- Bang Bus 18 (2007)
- Big Ass Show (2007)
- Big Bubble Buttz 3 (2007)
- Big Butt Latin Maids 1 (2007)
- Black Cock Addiction 3 (2007)
- Boz the Beast 1 (2007)
- Chunky Butts (2007)
- Double D Babes 4 (2007)
- Fresh Meat Pie 3 (2007)
- Hit Me with Your Black Cock (2007)
- Latin Adultery 4 (2007)
- Latin Booty Worship 1 (2007)
- Meat My Ass 6 (2007)
- MILF O Rama 3 (2007)
- My Stepmom And My Aunt 2 (2007)
- POV Cocksuckers 4 (2007)
- Seduced by a Cougar 3 (2007)
- Spanish Fly Pussy Search 20 (2007)
- Viva La Van (2007)
- Whack Jobs 1 (2007)
- White Chicks Gettin' Black Balled 22 (2007)
- World Cups (2007)
- Yo Quiero Chocolatte 4 (2007)
- Young Hot And Bothered 2 (2007)
- Access (2008)
- All Holes No Poles 3 (2008)
- Alpha Female Facesitters (2008)
- Anal Bandits 5 (2008)
- Ass Parade 15 (2008)
- Award Winning Anal Scenes 2 (2008)
- Barrio Booty 5 (2008)
- Big Ass Fixation 3 (2008)
- Black in My Crack 3 (2008)
- Deep in Latin Cheeks 2 (2008)
- Destined for Facesitting (2008)
- Diesel Dongs 6 (2008)
- Facesitters in Heat 1 (2008)
- Girls Home Alone 33 (2008)
- Handjobs 23 (2008)
- Juicy Latin Coochie 1 (2008)
- MILF Bone 2 (2008)
- MILFs Take Diesel 4 (2008)
- Muy Caliente 4 (2008)
- Pirates of the Sex Sea (2008)
- Pussy Party 24 (2008)
- Pussy Playhouse 18 (2008)
- Rollin' with Goldie 1 (2008)
- Scorching Latinas 2 (2008)
- Seasoned Players 5 (2008)
- Ten Ton Tits 1 (2008)
- Unlocked 3 (2008)
- Woman to Woman 3 (2008)
- 2 Men And A Ho! (2009)
- Anal Payload (2009)
- Ass Parade 20 (2009)
- Asses of Face Destruction 6 (2009)
- Battle of the Bootys (2009)
- Best of Facesitting POV 11 (2009)
- Breast of All Time (2009)
- Dirty Horny Orgies (2009)
- Facesitters in Heat 3 (2009)
- FlowerTucci.com 4 (2009)
- Games of Love (2009)
- Group Therapy (2009)
- Obama Is Nailin Palin (2009)
- Salsa Lovin (2009)
- Squirting with the Stars 3 (2009)
- Surrender To My Ass (2009)
- Tappin' That Ass 5 (2009)
- Up That Latin Ass 1 (2009)
- Working Latinas 4 (2009)
- Attack Of The Great White Ass 5 (2010)
- Best Friends 7 (2010)
- Best Of Desperate Mothers and Wives (2010)
- Big Wet Butts 2 (2010)
- DD Experience 3 (2010)
- Hey Boys Want Some 2 (2010)
- Hot Girls in Tight Jeans (2010)
- No Use Crying Over Spilled MILFs (2010)
- Purely Anal MILFs 5 (2010)
- Race Relations 2 (2010)
- Best of Facesitting POV 12 (2011)
- Club Lil Jon (2011)
- Desperate House Hos (2011)
- Female Wanted (2011)
- Her Fantasy First D.P. Experience (2011)
- Jules Jordan: The Lost Tapes 1 (2011)
- Latin Street Hookers 5 (2011)
- Platinum Assholes (2011)
- Barrio Bitches (2012)
- Best Of Anal Addicts 2 (2012)
- Big Boob Housewives of Porn Valley 2 (2012)
- Dark Latin Butts (2012)
- Make It Hurt (2012)
- 18 By Seconds 3 (2013)
- Double Plugged (2013)
- Girls of Bang Bros 28: Olivia O'Lovely (2013)
- Hey It's Fuck Time (2013)
- Hey, It's Fuck Time (2013)
- Latina Heat 14 (2013)
- Latina Lovin' (2013)
- Lesbian Coeds 2 (2013)
- Slut Powers Activate (2013)
- Ass A Thon (2014)
- Hispanic Hotties (2014)
- Latina Explosion 2 (2014)
- Luscious Lesbians 2 (2014)
- Suck Out The Cum From My Cock 4 (2014)
- Teen Fuck Holes 21 (2014)
- Make It Hurt (II)